# Мала-над-Гроном
Мала-над-Гроном (словац. Malá nad Hronom) — село, громада округу Нове Замки, Нітранський край. Кадастрова площа громади — 7.72 км².
Населення 392 особи (станом на 31 грудня 2019 року).

## Історія
Мала-над-Гроном згадується 1523 року.

## Населення
| Рік:            | 1994. | 2004.   | 2014.   | 2024.   |
| --------------- | ----- | ------- | ------- | ------- |
| Кількість осіб: | 421   | 409     | 373     | 381     |
| Різниця:        |       | -2,85 % | -8,80 % | +2,14 % |

| Рік:            | 2023. | 2024.   |
| --------------- | ----- | ------- |
| Кількість осіб: | 384   | 381     |
| Різниця:        |       | -0,78 % |